# أنيتا مارتون
أنيتا مارتون (بالإنجليزية : Anita Márton)، رياضية في دفع الجلة من المجر، من مواليد 15 يناير 1989.

## وصلات خارجية
- أنيتا مارتون على موقع الاتحاد الدولي لألعاب القوى (الإنجليزية)
- أنيتا مارتون على موقع الاتحاد الأوروبي لألعاب القوى (الإنجليزية)
- أنيتا مارتون على موقع الدوري الماسي (الإنجليزية)
- أنيتا مارتون على موقع اللجنة الأولمبية الدولية (الإنجليزية)
- أنيتا مارتون على موقع أوليمبيديا (الإنجليزية)
- أنيتا مارتون على موقع اللجنة الأولمبية المجرية (الهنغارية)